# Roger Bastide
Roger Bastide (* 1. April 1898 in Nîmes; † 10. April 1974 in Maisons-Laffitte) war ein französischer Soziologe und Anthropologe, spezialisiert auf die Soziologie und Literatur Brasiliens.
Im Jahr 1938 nahm er den Lehrstuhl für Soziologie an der neuen Universität von São Paulo ein. Als Professor für Soziologie von 1938 bis 1957 veröffentlichte er zahlreiche Artikel und Studien in portugiesischer Sprache mit Schwerpunkt auf afrikanischen Religionen in Brasilien und Afrika.
1950 wurde er Professor der Ethnologie und Religionssoziologie an der Sorbonne und veröffentlichte zu den Themen Soziologie und Psychoanalyse. Er leitete die Zeitschrift L’Année Sociologique 1962 bis 1974, das Zentrum für Soziale Psychiatrie und das Laboratorium für Soziologie des Wissens. Seine neueren Arbeiten befassen sich mit psychischen Erkrankungen unter Afrikanern und Bewohnern der Antillen, die in Frankreich leben, und mit dem adaptiven Verhalten der ehemaligen Deportierten, zu denen er eine Fülle von Unterlagen sammelte.

## Schriften
- Problèmes de la vie mystique (1931)
- Éléments de sociologie religieuse (1935)
- Psychanalyse du Cafuné (1941)
- Art et société (1945)
- Images du nordeste mystique en noir et blanc (1945)
- Sociologie et psychanalyse (1948)
- La psychiatrie sociale (1949)
- Brésil, terre des contrastes (1957)
- Le candomblé de Bahia (1958)
- Les religions africaines au Brésil (1960)
- Sociologie des maladies mentales (1965), dt. Soziologie der Geisteskrankheiten. Übersetzung: Gisela Zimmermann, Kiepenheuer & Witsch, Köln 1973. ISBN 3-462-00920-6.
- Les Amériques noires: les civilisations africaines dans le Nouveau Monde (1967)
- Le prochain et le lointain (1970)
- Anthropologie appliquée (1971)
- Le rêve, la transe et la folie (1972)
- Anatomie d'André Gide (1972)
- La notion de personne en Afrique noire (1973)
- Poètes et Dieux. Études afro-brésiliennes (1973)
- Le sacré sauvage (1975)